# Chlorophytum acutum
Chlorophytum acutum là một loài thực vật có hoa trong họ Măng tây. Loài này được (C.H.Wright) Nordal mô tả khoa học đầu tiên năm 1993.